# Žalm 38
Žalm 38 („Nekárej mě, Hospodine, ve svém rozlícení“) je biblický žalm. V překladech, které číslují podle Septuaginty, se jedná o 37. žalm. Žalm je nadepsán těmito slovy: „Žalm Davidův, k připamatování.“ Podle některých vykladačů toto nadepsání znamená, že žalm byl určen pro krále z Davidova rodu, aby ho recitoval před Hospodinem v době osobní tísně nebo tehdy, kdy synové Izraele procházeli nějakým soužením. Jiní spojují hebrejský výraz lehazkir (לְהַזְכִּיר, „k připamatování“) s termínem azkara (אַזְכָּרָה, „připomínka“), jímž byla označována ta část obětního daru, jež se spalovala s kadidlem při výměně předkladných chlebů nebo při jiných příležitostech. Raši uvádí, že tento žalm složil král David, aby jej recitoval před Hospodinem v čase tísně. Septuaginta i Vulgata v nadepsání žalmu připojují poznámku o tom, že žalm byl zpíván v den sobotní, což je den, kdy se ve stanu úmluvy a později v Chrámu vyměňovaly staré předkladné chleby za čerstvé. Spis Šimuš Tehilim („Užití Žalmů“), jehož autorem je zřejmě židovský učenec Chaj Ga'on (939–1038), uvádí, že recitace 38. žalmu poskytuje ochranu před následky pomluv a před zlomyslným člověkem.